# Svatochna
Svatochna († po roce 1227) byla česká šlechtična z rodu Hrabišiců.

## Příbuzenské vztahy
Je zmíněna pouze po boku své příbuzné Eufemie v závěti Kojaty IV. Hrabišice z roku 1227. Kojata v ní Svatochně a Eufemii odkázal vesnice Drnovice a Račice.  O tom jak byla Svatochna s Eufemií a Kojatou příbuzná historici vedou spory. Eufemie a Svatochna jsou na listině totiž označeny pojmem sororinae a mezi odborníky nepanuje konsensus, jak tento termín přeložit.
Badatelé se dohadují také nad tím, za koho se Svatochna a Eufemie provdaly. Celou diskusi odstartoval František Palacký, který ve svém díle napsal, že českomoravský šlechtic Idík ze Švábenic si za ženu vzal jednu z dcer Všebora IV. Hrabišice, jenž byl bratrem zmíněného Kojaty Hrabišice. Ladislav Hosák na Palackého navázal s domněnkou, že Všeborovými dcerami byly Svatochna a Eufemie, které se provdali za Idíka a jeho bratra Slavibora. Označení obou žen sororinae v závěti Kojaty Hrabišice Hosák totiž přeložil jako neteře. Obě ženy proto pokládal za Kojatovy neteře a tím pádem Všeborovy dcery. Slavibora a Idíka považoval za jejich manžele, kvůli faktu, že na falzu z roku 1269 až 1275 hlásícím se k roku 1249 se Slavibor psal s přídomkem „z Drnovic“, což dokazuje, že vlastnil vesnici Drnovice, kterou Eufemii a Svatochně odkázal Kojata. František Pokorný a Vratislav Vaníček Hosákovu domněnku později představili jako hotový fakt – Slavibor se oženil se Svatochnou a Idík s Eufemií.
Josef Žemlička termín sororinae pochopil jako švagrové. Podle jeho výkladu z roku 1990 Kojata dvě vesnice daroval manželkám svých bratrů Hrabiše IV. a Všebora. Ze Všeborova manželství s Eufemií měla vzejít dcera neznámého jména, která se provdala do rodu pánů ze Švábenic. Později v roce 2002 Žemlička však uvedl pouze to, že členky rodu Hrabišiců Eufemie a Svatohna byly provdány za pány ze Švábenic. Tomáš Velímský se ve své studii vydané roku 1992 přiklonil Žemličkově původnímu názoru, ale v jiném díle z roku 2002 nejdříve přijímal možnost s neteřemi, následně ještě ve stejné knize však připustil obě varianty. David Papajík uvedl, že je pravděpodobnější verze s neteřemi, protože kdyby si Idík a Slavibor měli vzít vdovy po Hrabišovi a Všeborovi, jednalo by se asi o 30 let starší ženy, což by bylo velmi nestandardní. Zároveň stejně jako Žemlička a Velímský poukázal na to, že ačkoli o sňatku Idíka a Slavibora s členkou z rodu Hrabišiců nejsou žádné přímé důkazy, je to velmi pravděpodobné, protože jména Idíkových a Slaviborových synů jsou typická pro rod Hrabišiců (Kojata, Všebor, Hrabiš). Celou záležitost Papajík shrnul, že je velmi pravděpodobné, že si Idík a Slavibor vzali členky rodu Hrabišiců, ale jestli se jednalo o Eufemii a Svatochnu, nelze pro nedostatek pramenů potvrdit ani vyvrátit. Jako další indicie k příbuzenství Hrabišiců a Švábeniců poslouží fakt, že Idíkův syn Vítek z Úpy na jedné z listin uvedl, že zderazský klášter křižovníků strážců Božího hrobu, který založili Hrabišici, byl založen jeho předky.